# Viktor Růžička
Viktor Růžička (* 24. července 1965 Gottwaldov) je český podnikatel, vzděláním lékař.

## Život
V roce 1986, během studia medicíny, emigroval do Německa. Studium zde dokončil a poté pracoval mj. na odděleních, kde byli hospitalizovaní lidé s AIDS. Na přelomu let 1992 a 1993 začal podnikat. V té době ještě pracoval ve fakultní nemocnici v Německu a zároveň studoval ve Spojených státech.
V roce 1998 se jeho firma Biovendor stala jedničkou na českém trhu v imunoanalýze, v roce 2016 roční obrat firmy dosáhl jedné miliardy korun. O rok později prodal 60 procent Biovendoru českému miliardáři Tomáši Němcovi.
V roce 2016 se Růžička kvůli nadváze a počínajícímu diabetu rozhodl stát veganem. Tento způsob stravování mu pomohl zhubnout 20 kilogramů. Za problém veganské nabídky považuje to, že 80 procent jídel není moc chutných. Napadlo ho proto založit firmu, která by vyvíjela a vyráběla neživočišné potraviny, které by byly dobré.
Nový projekt nazval Vendeavour. Vývoj a produkce veganských potravin byla začátkem, který postupně vedl ke vzniku holdingu. Dominuje mu potravinářství, ale zahrnuje více než 20 firem, které se zabývají např. i hydroponií nebo ekologickým bydlením.

## Ocenění
- EY Technologický podnikatel roku 2015[2]